# Karel George Zocher

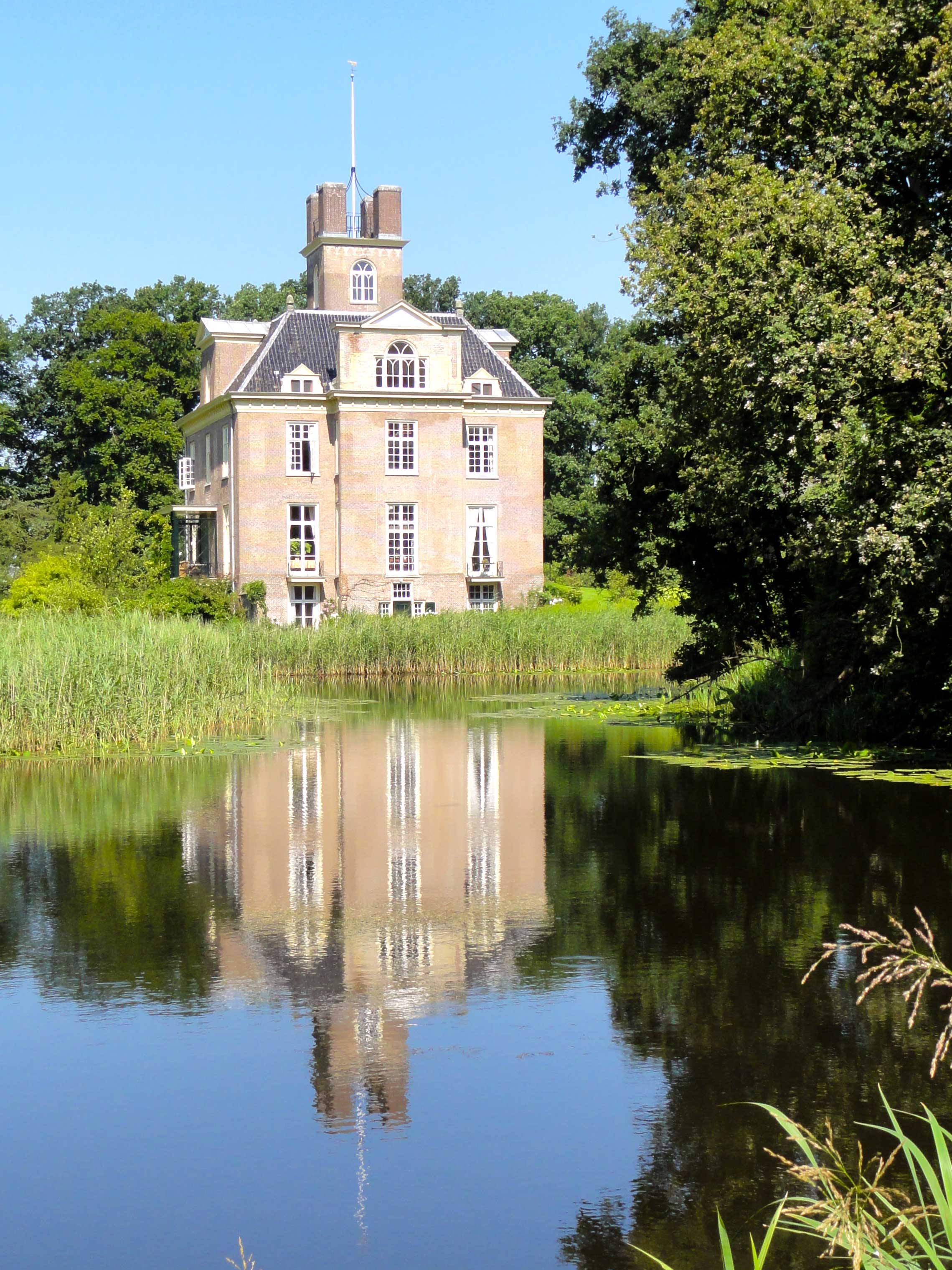
kasteel Oldenaller met vijverpartij

Karel George Zocher (Haarlem, 11 november 1797 — Utrecht, 18 november 1863) was een Nederlands bouwkundig architect en tuinarchitect. Hij stamt uit de bekende tuinarchitectenfamilie Zocher.

## Leven en werk
Zocher was een zoon van Johan David Zocher Sr. en Maria Christina Michael. Zijn oudere broer Jan David was eveneens werkzaam als (tuin)architect. Als bouwkundig architect was Zocher verantwoordelijk voor het herstel van de voormalige Grote Kerk in Hoorn na de eerste brand (1842) en voor de ingrijpende verbouwing van kasteel Oldenaller nabij Putten. In zijn functie van tuinarchitect was hij verantwoordelijk voor de herinrichting van de tuinaanleg van Oldenaller. De strak geometrisch aangelegde tuin werd door hem gewijzigd in een zogenaamde landschapstuin met slingerpaden en vijvers. Zocher legde ook parken aan ter vervanging van de overbodig geworden vestingwerken in steden als Hoorn, Tiel, Middelburg en Purmerend. In Utrecht ontwierp hij de neoclassicistische Sint-Augustinuskerk (1839-1840) aan de Oude Gracht. Dit bouwwerk werd in 1967 als rijksmonument ingeschreven in het monumentenregister.
Zocher trouwde op 18 juli 1839 in Woerden met Maria Cornelia Sikkel. Hij overleed in november 1863 op 66-jarige leeftijd in zijn woonplaats Utrecht.

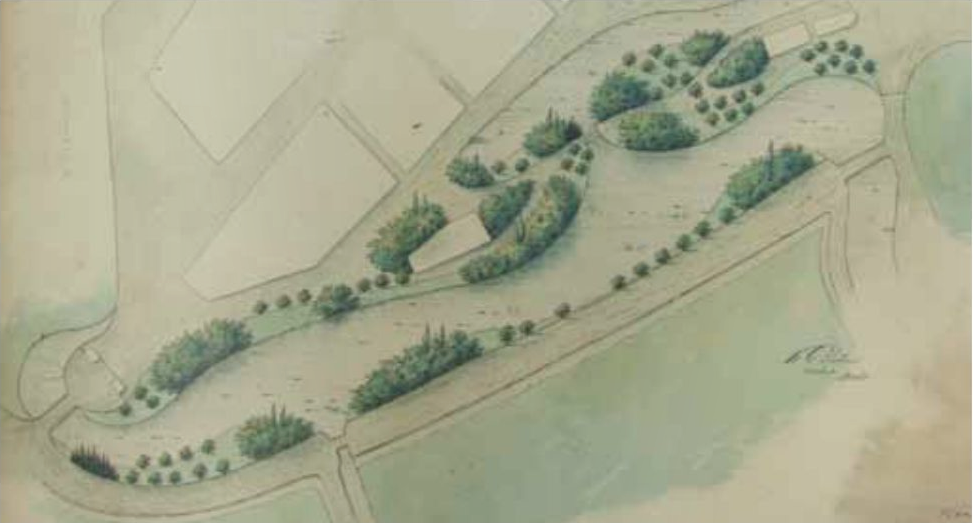
Ontwerp plan voor het plantsoen op de Hoge Vest in Hoorn (circa 1840)
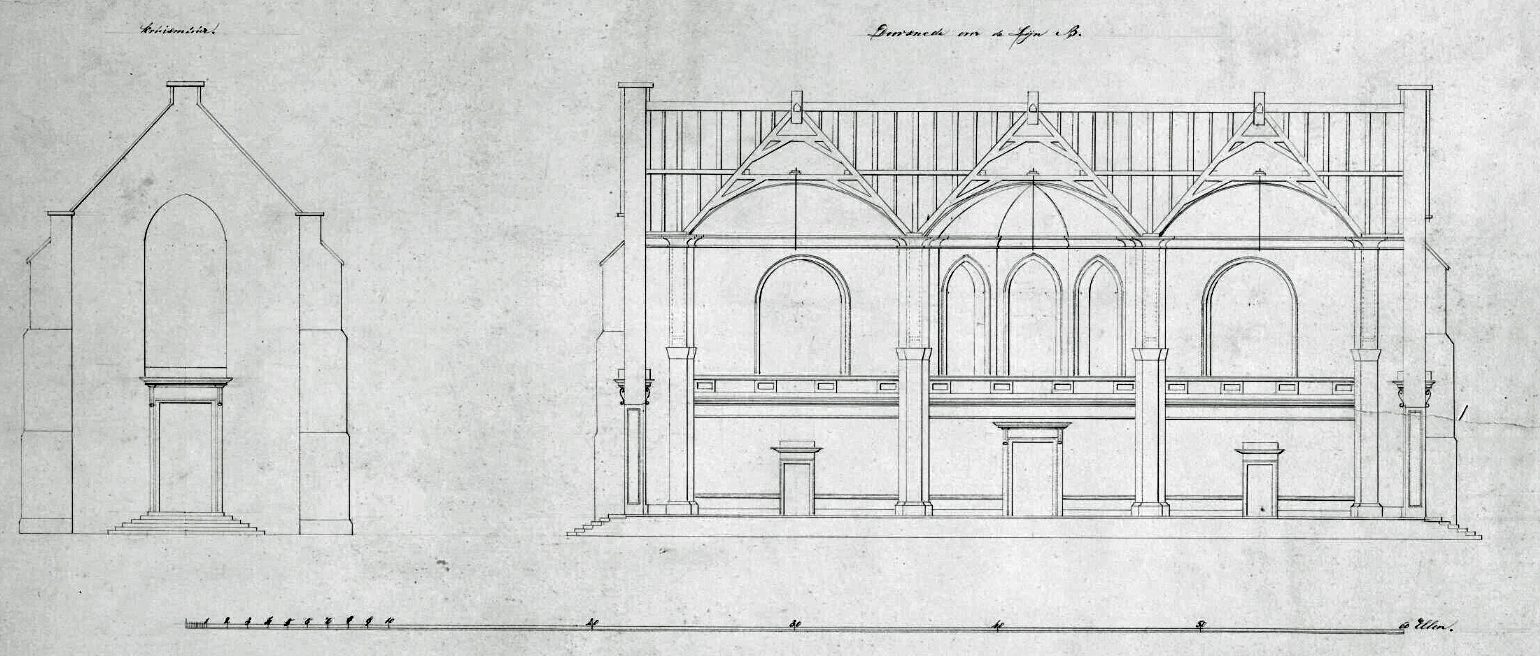
Bouwtekening Grote Kerk te Hoorn (1842-1844)
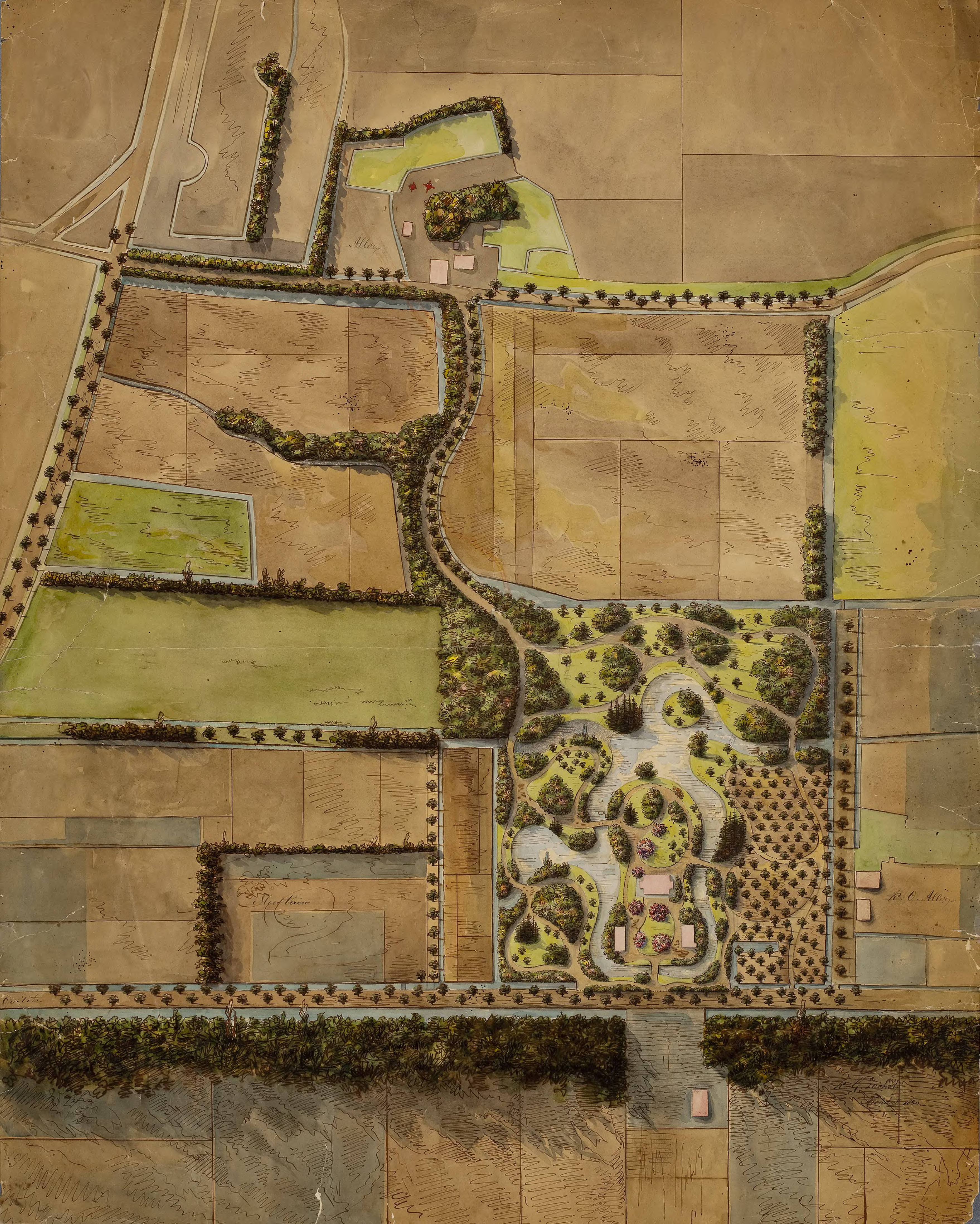
Tuinaanleg bij kasteel Oldenaller door Karel George Zocher (1850)
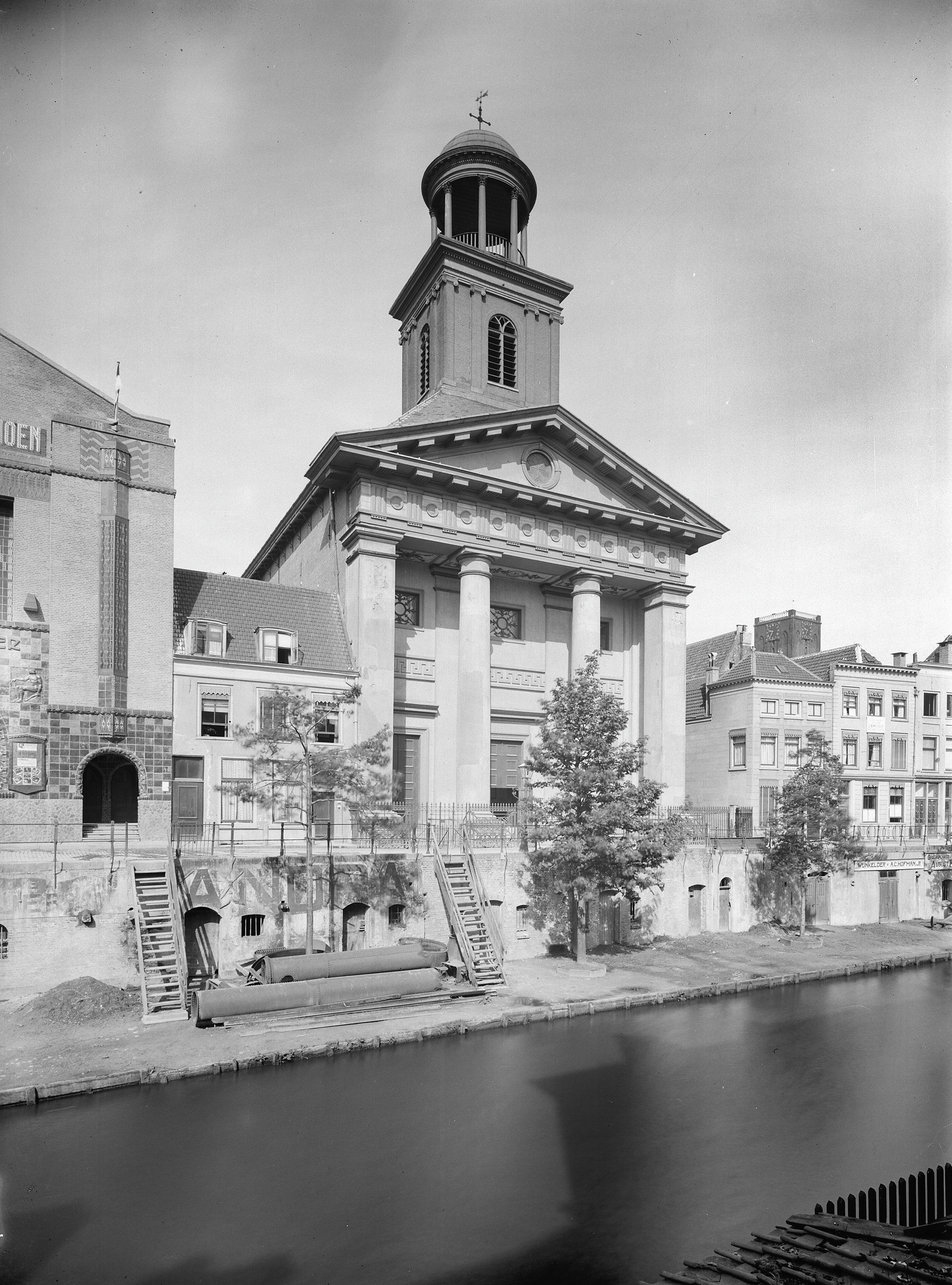
De door Zocher ontworpen neoclassicistische Sint-Augustinuskerk in Utrecht (1829-1840)

- International Standard Name Identifier: 0000 0003 9270 2298
- Nederlandse Thesaurus van Auteursnamen: 315864974
- Union List of Artist Names: 500226611
- Virtual International Authority File: 286773591
- WorldCat: E39PBJkxMBqxqypCRgkw6TmTpP